# Felipe Macedo
Felipe Macedo, né le 27 mars 1994 à São Miguel do Araguaia (Goiás), est un footballeur brésilien. Il évolue au PAEEK Kerynias au poste de défenseur central.

## Biographie
Il joue cinq matchs en Copa Sudamericana avec l'équipe brésilienne du Goiás EC.

## Palmarès
- Vainqueur du Campeonato Goiano en 2015, 2016 et 2017 avec le Goiás EC